# Xenopelidnota fuscoaenea
Xenopelidnota fuscoaenea är en skalbaggsart som beskrevs av Blanchard 1851. Xenopelidnota fuscoaenea ingår i släktet Xenopelidnota och familjen Rutelidae. Inga underarter finns listade i Catalogue of Life.